# Arbitrariedade coerente
Arbitrariedade coerente é uma teoria na literatura psicológica que afirma que consumidores são sensíveis a diferenças relativas mas não aos preços absolutos, o que implica na impossibilidade de determinar corretamente o preço daquilo que avaliam. As pessoas julgam preços com base em pistas, algumas úteis (como o preço por quilograma e a inflação), mas a maioria não (como o tamanho da embalagem e o preço relativo).